# Yerliağalı
Yerliağalı è un comune dell'Azerbaigian situato nel distretto di Bərdə. Conta una popolazione di 191 abitanti.